# Во Тхи Ань Суан
Во Тхи Ань Суа́н (вьет. Võ Thị Ánh Xuân; род. 8 января 1970) — вьетнамский политик и бывший педагог. Вице-президент Вьетнама с 2021 года. Дважды исполняющая обязанности президента Вьетнама в 2023 и 2024 годах.
Суан была избрана вице-президентом Вьетнама 6 апреля 2021 года, набрав 93,13 % голосов в Национальном собрании, продолжая недавнюю норму, согласно которой эту должность должна занимать женщина. До своего избрания Суан занимала должность партийного секретаря провинции Анзянг и возглавляла делегацию депутатов провинции в Национальном собрании. Член Центрального комитета партии, она является второй женщиной (исполняющей обязанности) президента после Данг Тхи Нгок Тхинь, которая также некоторое время исполняла обязанности президента в 2018 году. Суан является самым молодым вице-президентом Вьетнама с 1945 года.

## Ранний период жизни
Родилась 8 января 1970 года в Тхой Сон, Тинь Бьен, провинция Анзянг. С 1992 по 1996 год была учительницей в средней школе в Лонгсюене, провинция Анзянг.
20 декабря 1994 года была принята в Коммунистическую партию Вьетнама, официально став членом партии 20 декабря 1995 года.

## Политическая карьера
С августа 1996 по июль 2001 года Во Тхи Ань Суан была генеральным научным сотрудником в аппарате провинциального партийного комитета провинции Анзянг. С 2001 по 2010 год была членом Постоянного правления, заместителем председателя, а затем председателем Союза женщин Анзянга. В течение этого времени она также была членом комитета партийной организации провинции Анзянг (с декабря 2005 по октябрь 2010 года). С августа 2010 по октябрь 2010 года она также была заместителем главы комиссии провинции Анзянг по массовой мобилизации.
С ноября 2010 по январь 2013 года была членом постоянного совета провинциального партийного комитета Анзянга, секретарём городского партийного комитета Танчау, провинция Анзянг. В январе 2011 года стала альтернативным членом Центрального комитета партии на 11-й срок. С февраля по ноябрь 2013 года была членом постоянного совета провинциального партийного комитета Анзянга и заместителем председателя Народного комитета провинции Анзянг. С декабря 2013 по октябрь 2015 года была заместителем секретаря провинциального партийного комитета Анзянга. 2 октября 2015 года стала секретарём провинциального партийного комитета Анзянга.
В январе 2016 года была избрана членом Центрального комитета партии 12-го созыва. После выборов в Национальное собрание XIV созыва она также является главой делегации Национального собрания Анзянга.

## Вице-президентство
6 апреля 2021 года Национальное собрание Вьетнама приняла постановление об избрании Во Тхи Ань Суана вице-президентом Социалистической Республики Вьетнам при поддержке 447 из 449 депутатов, присутствующих на заседании, что эквивалентно 93,13 % голосов от общего числа парламентариев. Она также является самым молодым вице-президентом Вьетнама с 1945 года.
30 июня 2022 года Суан присутствовала на церемонии инаугурации президента Филиппин Бонгбонга Маркоса.13 октября 2022 года прибыла в Казахстан на шестой саммит по координации действий и укреплению доверия в Азии (СВМДА).

### Исполняющая обязанности президента СРВ
18 января 2023 года стала временным президентом Вьетнама после отставки Нгуен Суан Фука. Она была официально была приведена к присяге 4 февраля 2023 года. Позже вернулась к должности вице-президента после избрания Во Ван Тхыонга.
20 марта 2024 года президент Во Ван Тхыонг был освобождён от занимаемых должностей главы государства, члена Политбюро, члена Центрального комитета партии, президента и председателя Совета национальной обороны и безопасности. Во Тхи Ань Суан во второй раз стала исполняющей обязанности президента, что стало беспрецедентным случаем, когда на XIII съезде Центрального комитета партии она дважды становилась исполняющей обязанности женщины-президента. Позже она вновь вернулась к вице-президентскому посту после избрания То Лама, позже занявшим должность Генерального секретаря ЦК Коммунистической партии Вьетнама.